# Klikov
Klikov (německy Klikau) je vesnice, část města Suchdol nad Lužnicí v okrese Jindřichův Hradec v Jihočeském kraji. Klikov leží mimo hlavní dopravní trasy, v blízkosti říčky Dračice. V roce 2011 zde trvale žilo 193 obyvatel. Nemá žádnou výraznou náves, domy jsou roztroušeny podél silnic. Vesnici dominuje budova školy, jejíž štíty jsou nepřehlédnutelné. V severní části je kaple Panny Marie Sněžné.

## Historie
První písemná zmínka o vesnici pochází z roku 1654.

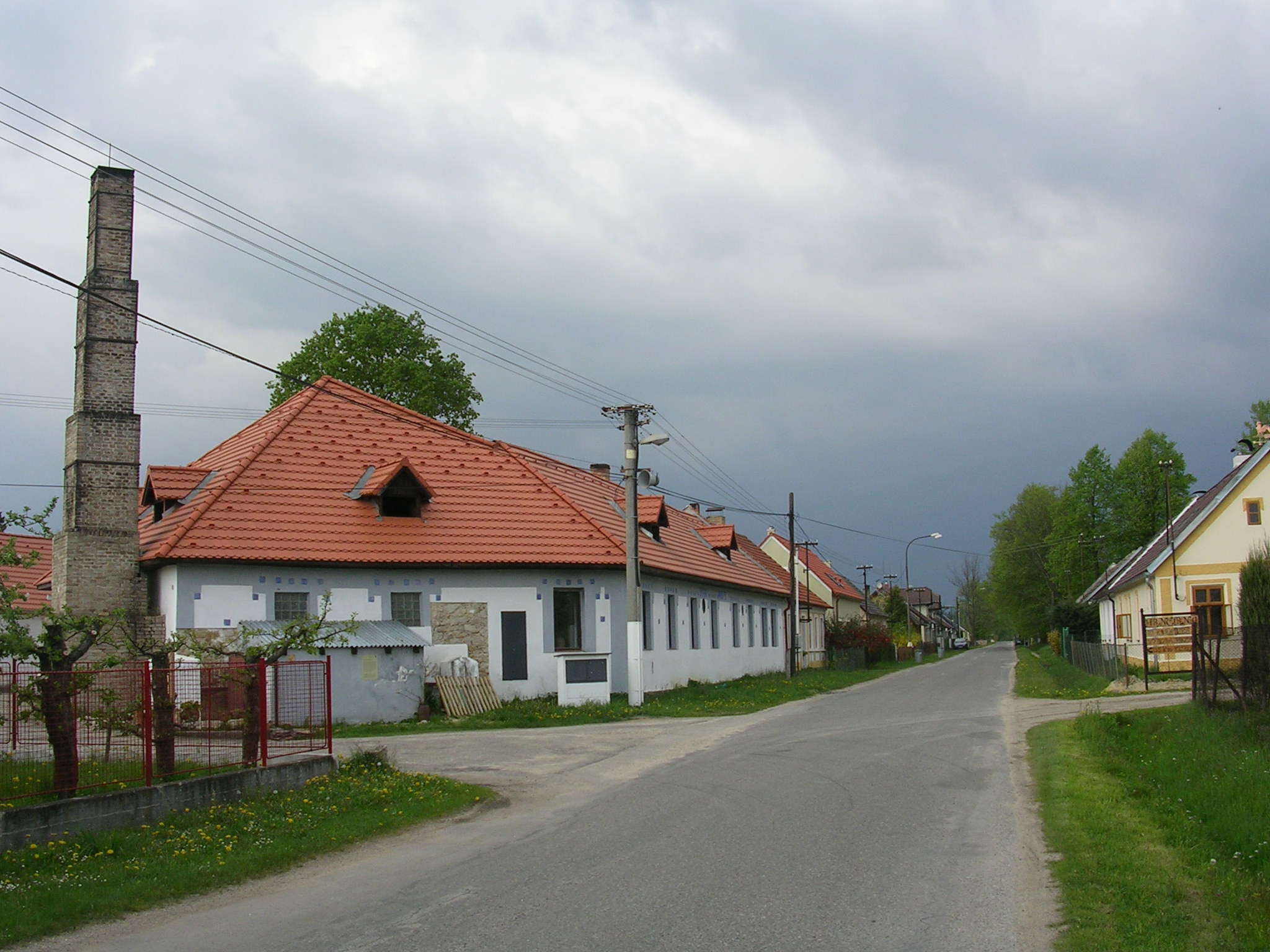
Keramická továrnička v Klikově

Vesnice byla založena na česko-rakouské hranici, na konci 16. století, a patřila majitelům novobystřického panství panskému rodu Krajířů z Krajku. O její založení se zasloužili němečtí havíři a hamerníci z nedaleké železářské hutě Františkov. Její název zřejmě vznikl ze zkomoleného německého havířského pozdravu Glück auf, který se z měnil Klikau – Klikov (obdobně vznikl název vesnice Zbůch). Když v roce 1880 huť byla uzavřena, využila velká část obyvatelstva zdejších zásob hlíny a začala se věnovat hrnčířství. Před rokem 1938 žilo v Klikově okolo 1000 obyvatel. Přestože v okolí byla neúrodná půda, a pro zemědělství nebyly vhodné podmínky, byly zde po roce 1960 provedeny nákladné meliorace pozemků a vybudována velkofarma.

## Přírodní poměry
Do západní části katastrálního území zasahuje přírodní rezervace Na Ivance.

## Obyvatelstvo
| Rok            | 1869 | 1880 | 1890 | 1900 | 1910  | 1921  | 1930 | 1950 | 1961 | 1970 | 1980 | 1991 | 2001 | 2011 | 2021 |
| -------------- | ---- | ---- | ---- | ---- | ----- | ----- | ---- | ---- | ---- | ---- | ---- | ---- | ---- | ---- | ---- |
| Počet obyvatel | 784  | 824  | 960  | 979  | 1 059 | 1 000 | 934  | 554  | 550  | 456  | 333  | 253  | 200  | 193  | 226  |
| Počet domů     | 83   | 87   | 88   | 95   | 116   | 121   | 152  | 154  | 180  | 139  | 123  | 147  | 157  | 159  | 168  |

## Obecní správa
Při sčítání lidu v letech 1850–1979 Klikov byl samostatnou obcí, se kterým patřil nejprve do okresu Třeboň, ale od roku 1960 v okrese Jindřichův Hradec. Od 1. ledna 1980 je částí města Suchdol nad Lužnicí v okrese Jindřichův Hradec. V letech 1850–1979 k obci patřil Františkov.

## Hospodářství
Většina obyvatel cestuje za prací mimo vesnici. Mimo značně zredukovaného zemědělství je v místě celá řada keramických dílen. Značnou roli hraje také letní cestovní ruch, turisty lákají nedaleká suchdolská jezera, okolní hluboké lesy a rovinné terény pro cyklisty.

## Pamětihodnosti
- Kaple Panny Marie Sněžné
- Budova školy z roku 1908

## Osobnosti
Z Klikova pocházela Hermina Raudnicová (rozená Mautnerová). V roce 1913 odjela na Nový Zéland, žila s rodinou ve Wellingtonu a po vzniku republiky vyřizovala agendu za československého honorárního konzula, jímž byl Elias Jos Hyams. Tento T. G. Masyrykem jmenovaný Novozélanďan neovládal češtinu, proto dovolil, aby se zdejší přistěhovalci i hosté se vším obraceli na ni.

## Galerie

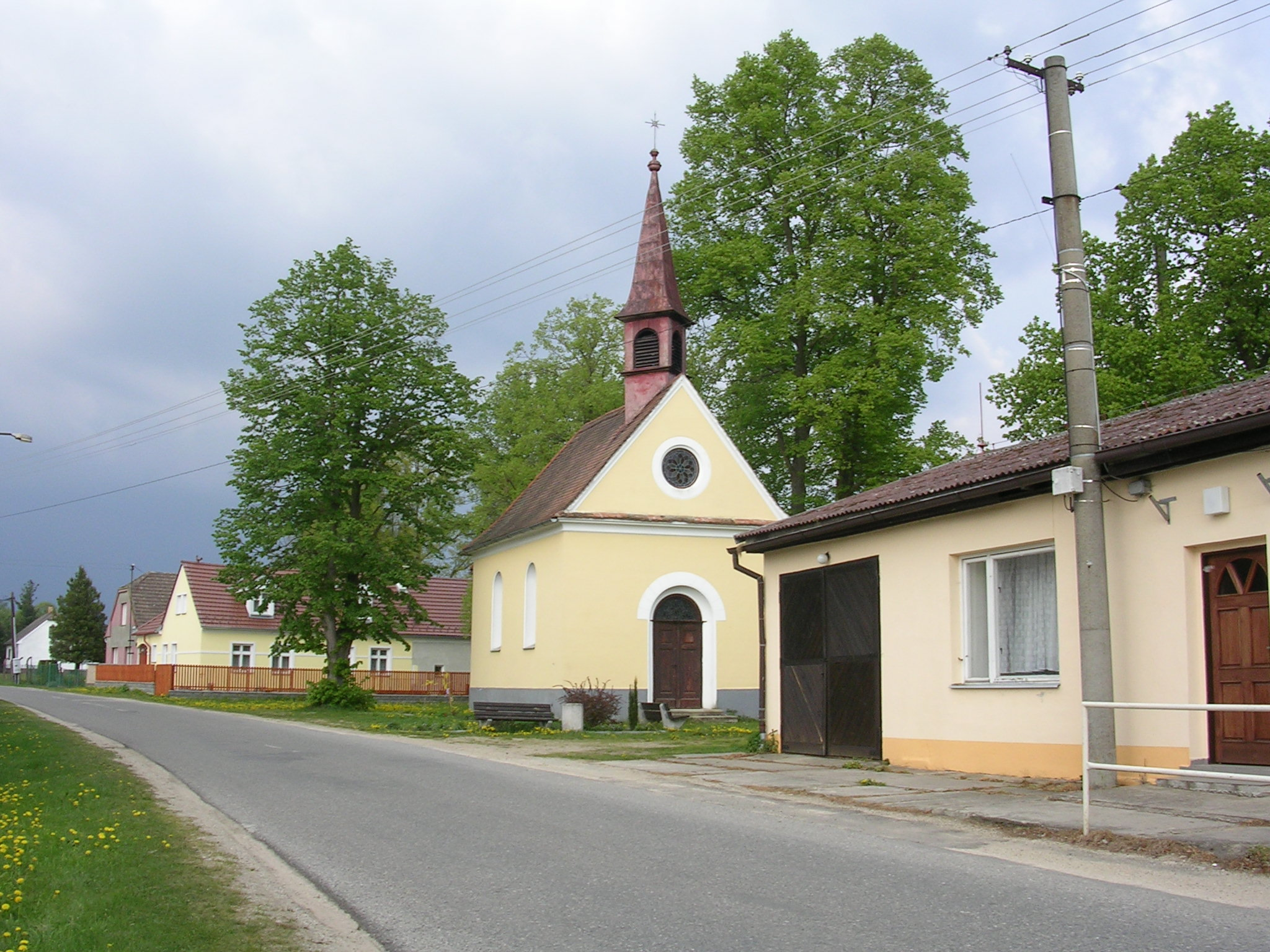
Kaplička
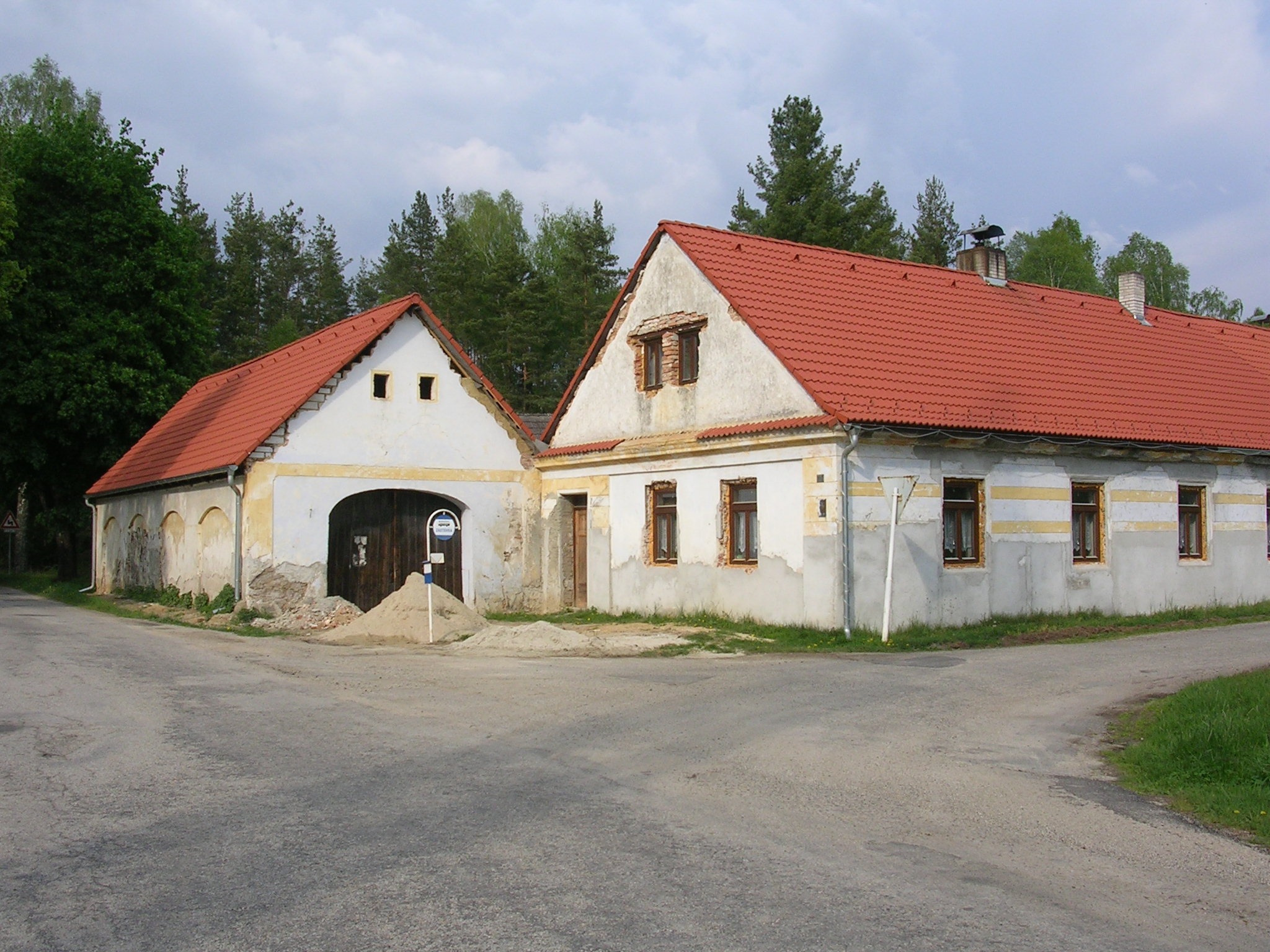
Žabárna
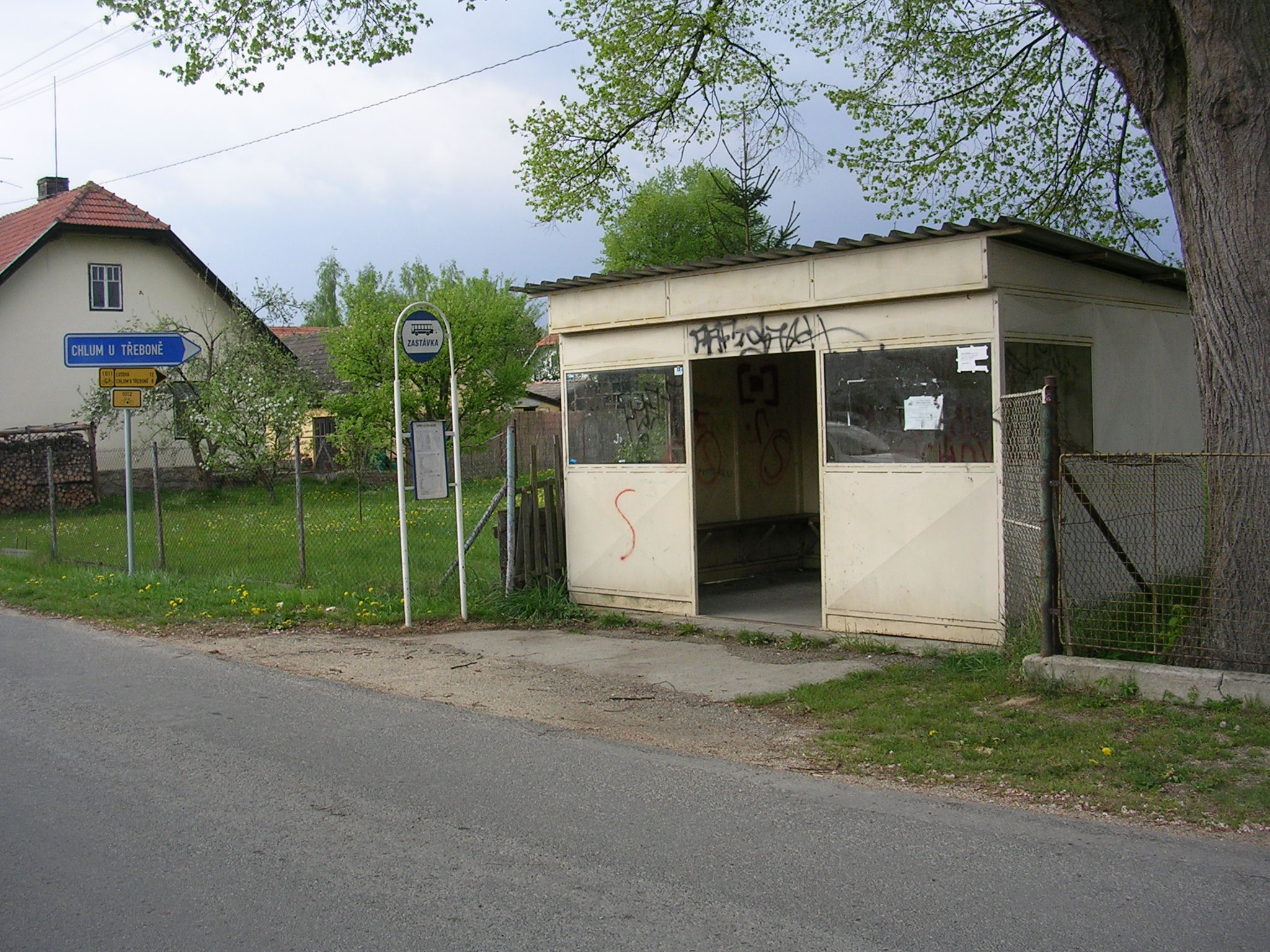
Zastávka autobusu
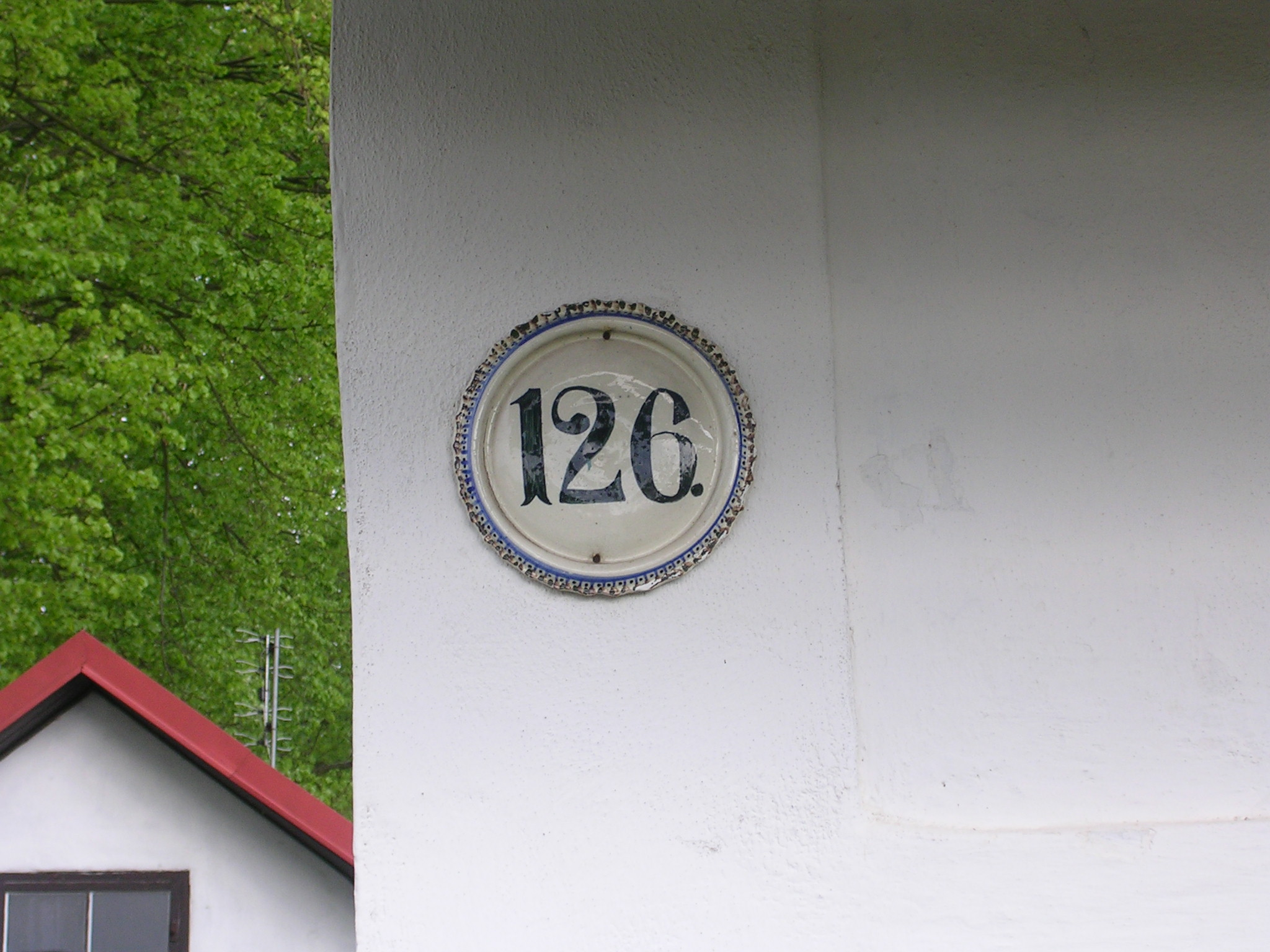
Keramické číslo domu
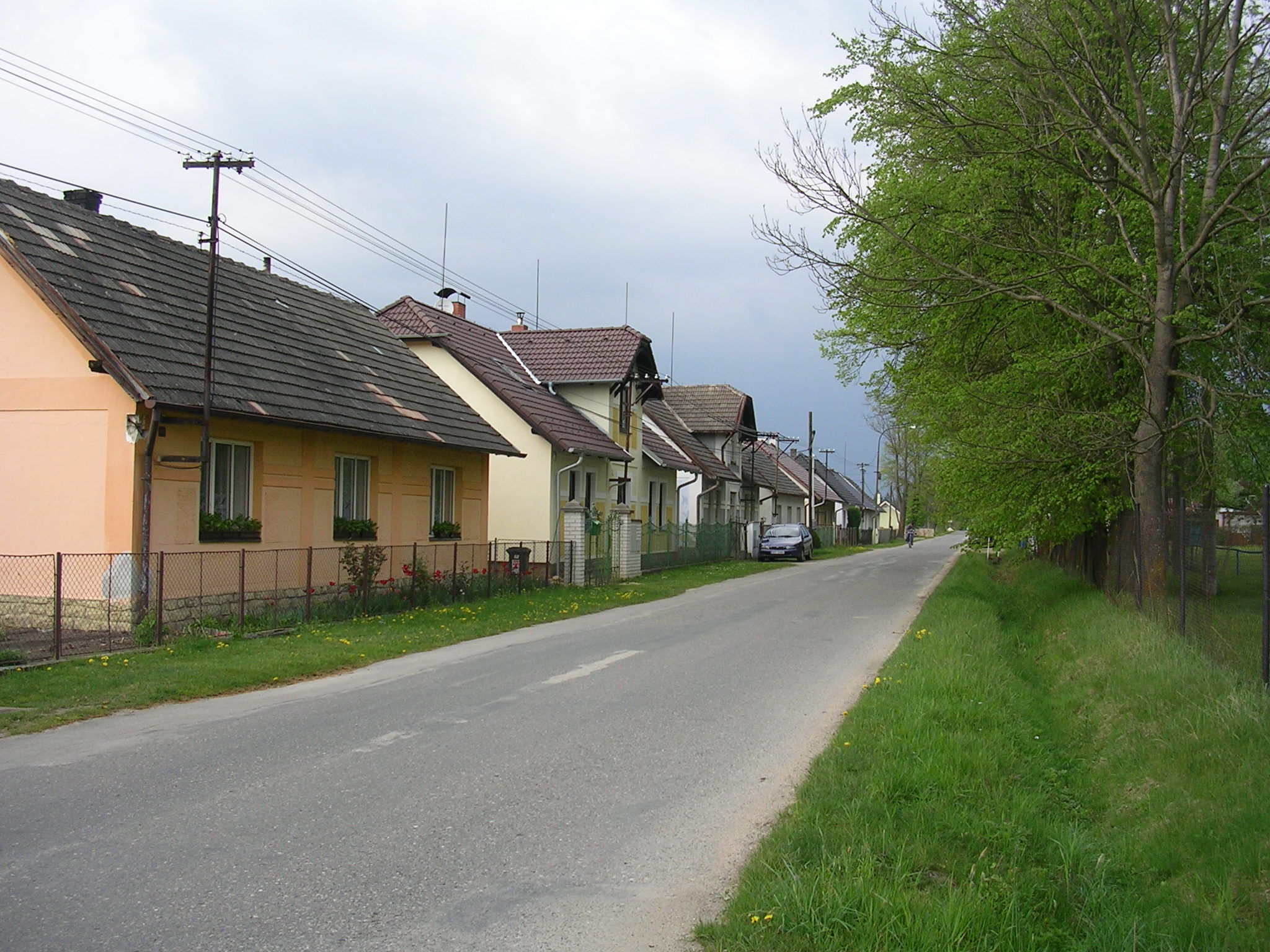
Husova ulice
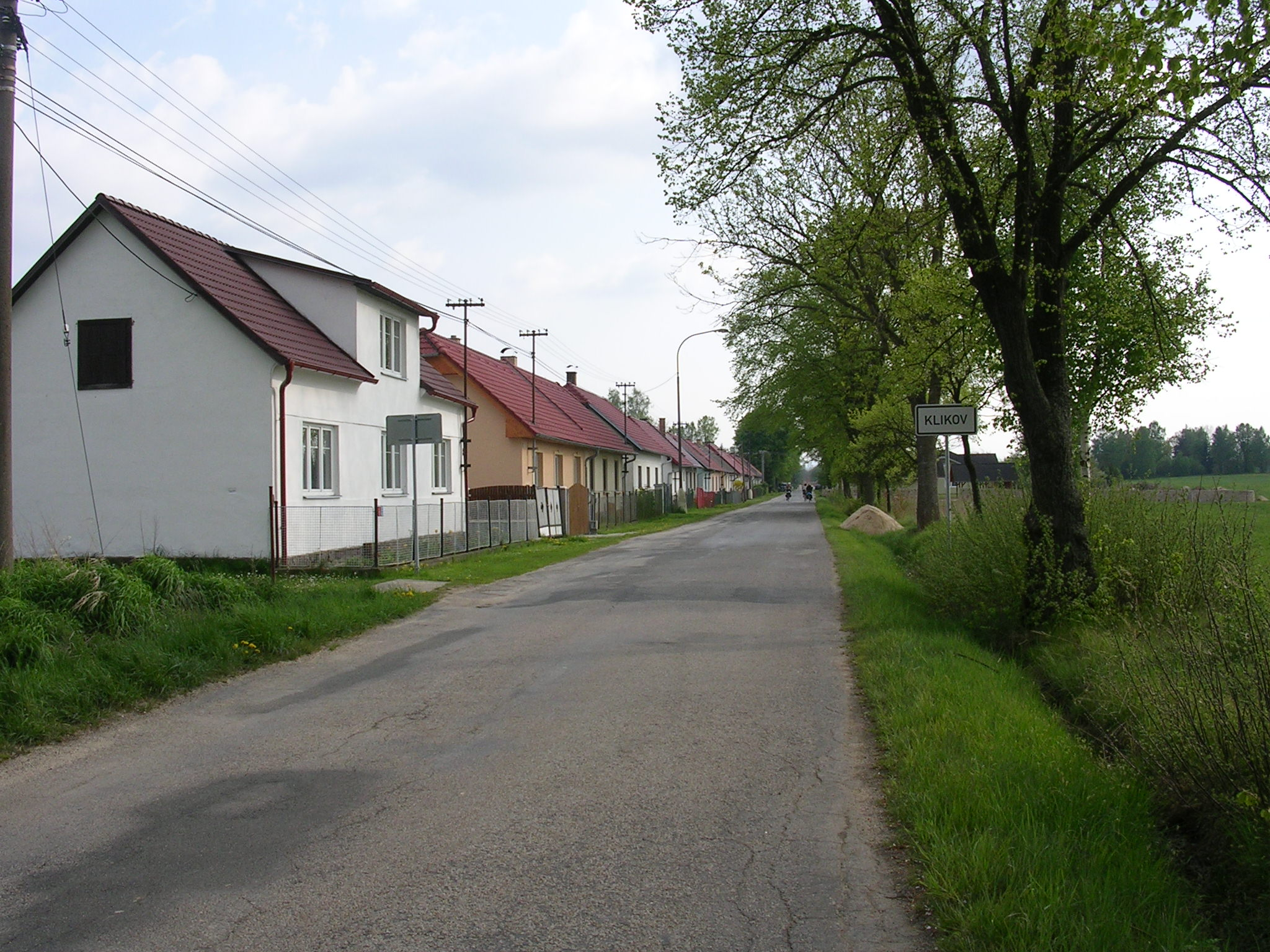
Husova ulice
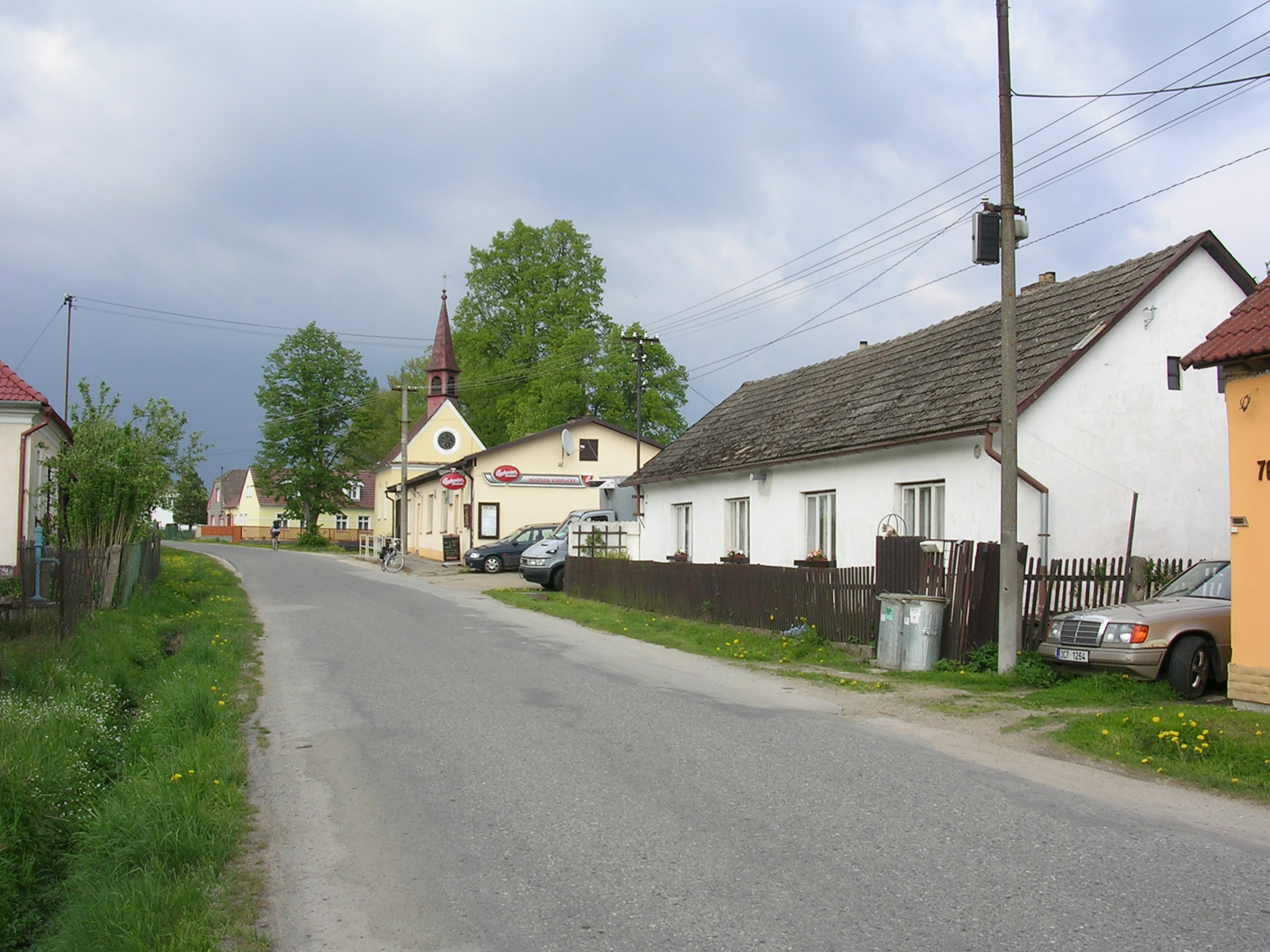
Kaplička v Husově ulici
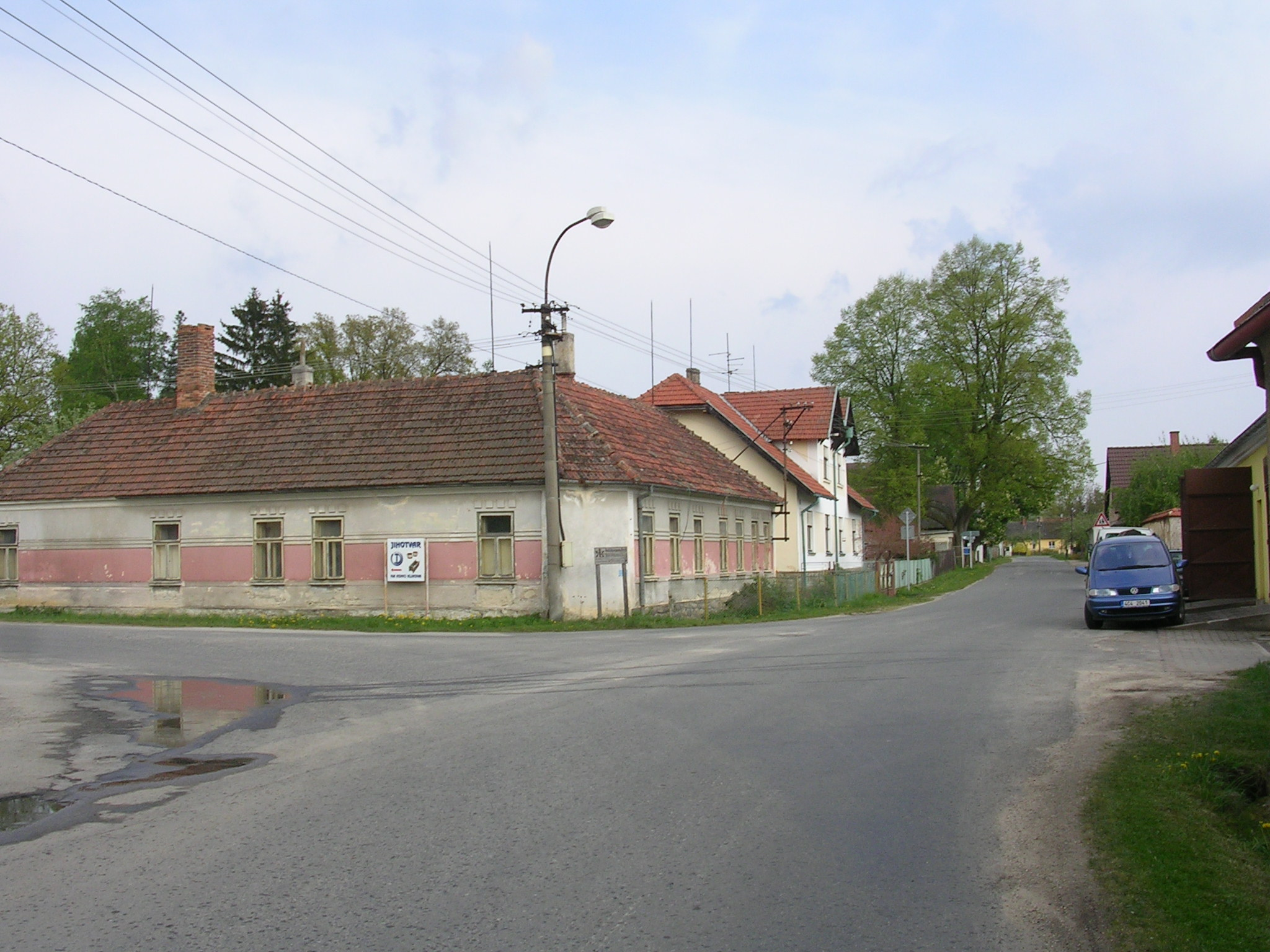
Křižovatka